# لایوش داوید
لایوش داوید (مجاری: Dávid Lajos؛ زادهٔ ) یک بازیکن تنیس روی میز اهل مجارستان است. 
وی در مسابقات کشوری و بین‌المللی در مجموع برنده ۴ مدال طلا، ۳ مدال نقره، ۱ مدال برنز شده‌است.